# Враня стена
Враня стена е село в Западна България. То се намира в община Земен, област Перник.

## География
Село Враня стена се намира в планински район. Неговите 22 махали са пръснати по северния склон на Земенска планина и по южния склон на Рудина планина, които от своя страна са част от среднопланинската област Краище в югозападната част на страната. По-голямата част от селото е съсредоточена в плодородната долина на Треклянска река, известна още като Коритото.

## Обществени институции
- Кметско наместничество

## Културни и природни забележителности
В източната страна над центъра на селото се намира „Големио Камик“, който от подножието до върха е над 100 метра. Орлите пролетно време си вият в него гнездата, а под него се носят легенди, че имало дълбоки като кладенци дупки, пълни с вода. Това природно формирование е дало името на селото.

## Известни личности
Родени във Враня стена
- Евтим Арсов (1914 – 1959) – виден деец на Земеделското движение в България
- Зиновий Поппетров (1838 – 1911) – духовник и възрожденски деец
- Устабаши Марко Въргаро (края на ХVІІІ век – след 1868 година) – Известен строител изградил няколко сгради на Рилския манастир – воденица (1833), жилищни и стопански корпуси на метоха Пчелино (ок. 1850), жилищни и стопански корпуси на метоха „Орлица“ (1862) и сградата с хлебопекарната до Самоковската порта на манастира (1866). Заедно с майстор Лазо от Жабляно през 1868 година изграждат черквата в родното му село Враня стена. Вероятно е работил заедно с устабаши Миленко Велев по строежа на източното крило на Рилския манастир през 1846-1847 година.
- Устабаши Велчо (неизв. – неизв.) – Известен църковен строител, изградил заедно с брат си майстор Нико, църквите „Св. Илия“ (1865) в село Дивля, Пернишко, „Св. Никола“ (1875) в село Стайчевци, Пернишко, „Св. Илия“ в село Горочевци, Трънско, както и съборната църква "Св. Спас" (1892) на Горноврабчанския манастир.